# Jūdōgi

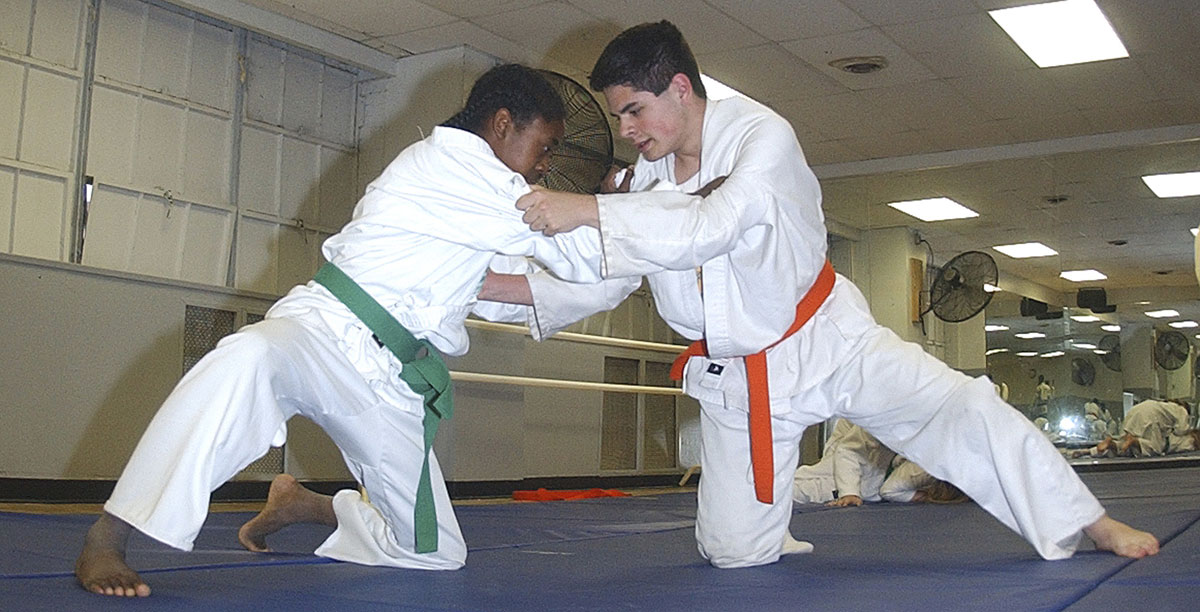
Due judoka che indossano il jūdōgi

Il Jūdōgi (柔道着 o 柔道衣) è l'abbigliamento dei judoka, consiste in pantaloni di cotone molto ampi e robusti e una giacca di cotone, priva di bottoni o parti metalliche, a maniche lunghe con baveri da incrociare e legare con la cintura. La giacca è stretta in vita da una cintura, denominata obi, legata in modo particolare. Questa cintura può essere di colore diverso a seconda del grado dell'atleta. 
I colori della cintura sono tradizionalmente: 
Allievi (Mudansha, non aventi alcun dan).
6º Kyu bianca
5º Kyu gialla
4º Kyu arancione
3º Kyu verde
2º Kyu blu
1º Kyu marrone
Esperti (Yudansha, portatori di grado dan).
da 1° a 5º Dan, nera
da 6° a 8º Dan, rossa alternata bianca
da 9° a 11° completamente rossa
Il 12° Dan è rappresentato da una cintura bianca più fine e larga (il motivo di tale scelta è l'idea di congiunzione che si vuole dare fra il massimo livello che si può raggiungere e quello più basso).
Il pantalone può avere una chiusura con elastico, oppure di miglior qualità, avere il tradizionale laccio in vita.
Il colore del judogi è in genere il bianco, ma è stato introdotto il colore blu per le competizioni olimpiche e per differenziare maggiormente gli atleti a livello visivo. Nelle normali lezioni si utilizza il colore bianco. 
Da qualche anno la IJF (International Judo Federation) permette l'utilizzo dei soli judogi omologati IJF, utilizzabili nella principali competizioni internazionali, tra le quali Olimpiadi e Campionati dei Mondo, cercando di ridurre le differenze tra i Keikogi e standardizzando le misure, i materiali e la durezza del bavero. I judogi molte volte vengono usati anche per discipline come brazilian jiu jitsu e aikido.

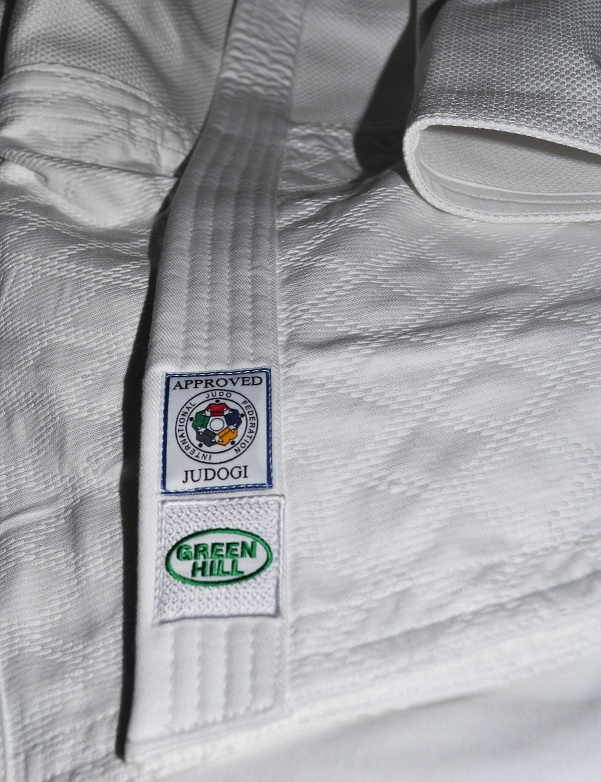
Judogi approvato IJF con bollino di omologazione sul bavero